# Großvargula
Großvargula ist eine Gemeinde im Unstrut-Hainich-Kreis in Thüringen. Erfüllende Gemeinde für Großvargula ist die Gemeinde Herbsleben.

## Geografie

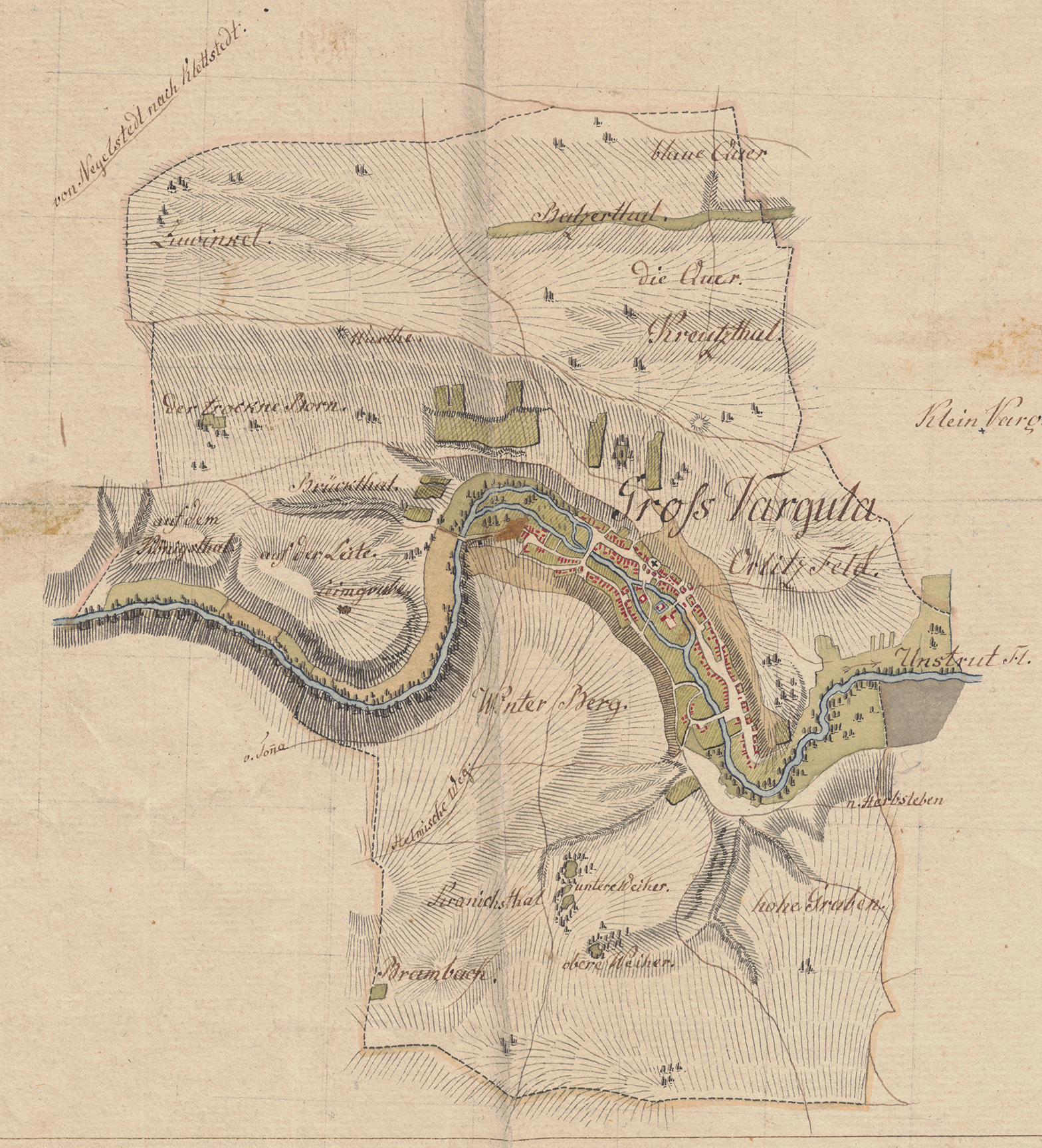
Karte von Großvargula (1800)

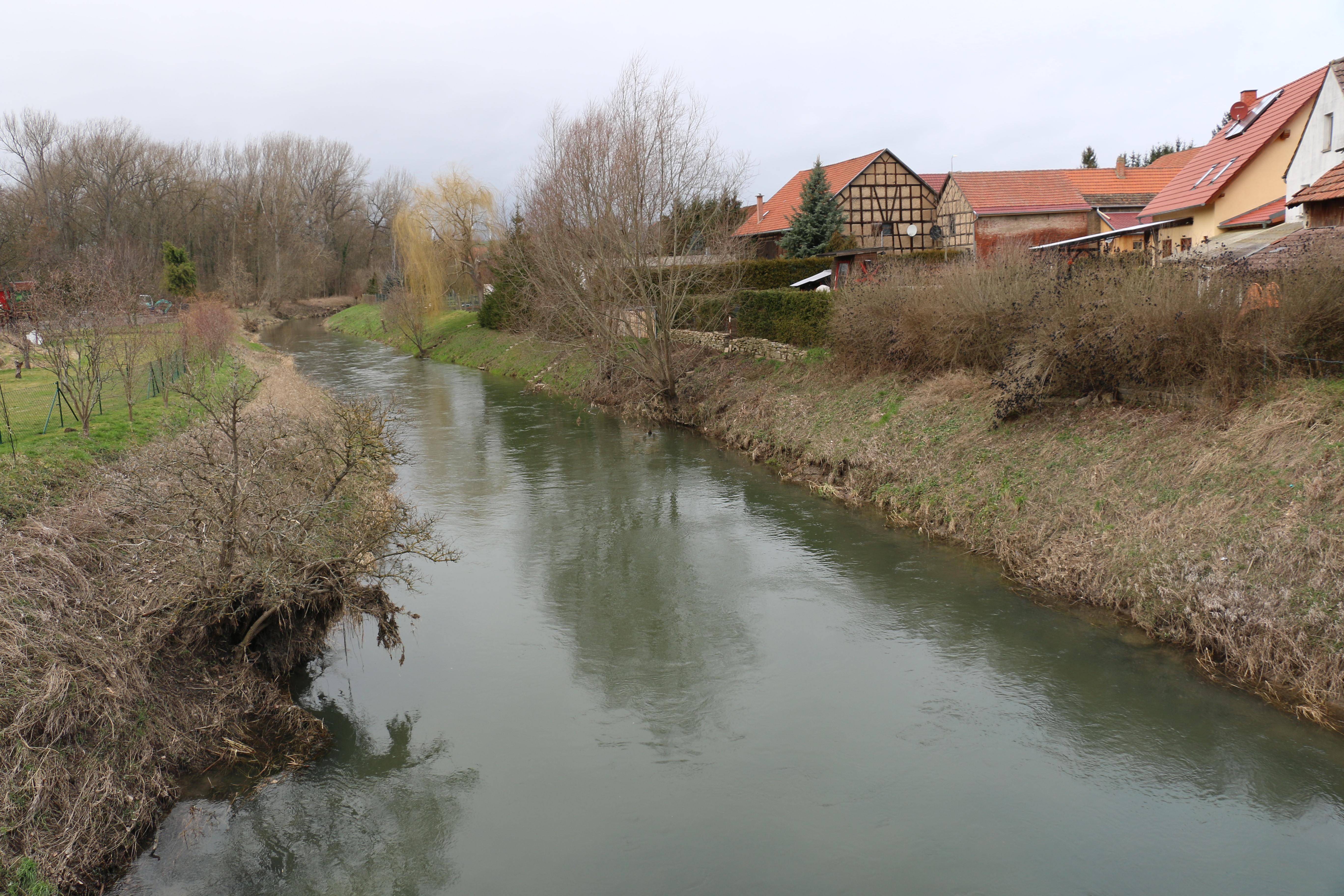
Die Unstrut in Großvargula

Großvargula liegt beidseitig der oberen Unstrut.

## Geschichte
785 wurde der Ort erstmals als Varila erwähnt. Weitere Ortsnamen waren Vergelaha, Varela, Großen Vargel bis zum heutigen Großvargula. Die in der Unstrutschleife von Wassergräben umgebende Burg Großvargula wurde 1281 urkundlich genannt. 1727 wurde das Schloss erbaut. Bis Ende des 19. Jahrhunderts waren die Gebäude des Nachfolgebaus gut erhalten. Das mittelalterliche Tor existiert heute noch.
Nach dem Ort und der Burg benannten sich auch die Schenken von Vargula. Ihre Stammlinie starb Mitte des 14. Jahrhunderts aus. 1323 verkauften ihre Nachfolger Großvargula an das Kloster Fulda und dieses den Ort im Jahr 1340 an den Deutschen Ritterorden. Der Ritterorden verkaufte bereits 1385 Großvargula an die Stadt Erfurt, welche 1403 einen Amtmann für den Ort einsetzte. Zum Erfurtischen „Amt Vargula“, das eine Exklave war, gehörte nur Großvargula. Der Ort war sächsisches Lehen und unterstand teilweise auch dem kursächsischen Amt Langensalza. Nachdem die Stadt Erfurt im Jahr 1664 ihre Selbständigkeit verloren hatte, gehörte Großvargula als Teil ihres Territoriums zum Erfurter Staat des Erzbistums Mainz. 
Mit dem Reichsdeputationshauptschluss wurden das geistliche Gebiet des Erfurter Staats aufgelöst und Preußen angegliedert. 1806 wurde Großvargula französisch besetzt und dem Fürstentum Erfurt angegliedert. Nach dessen Auflösung kam der Ort 1814 wieder zu Preußen und wurde 1816 dessen Landkreis Langensalza in der Provinz Sachsen angegliedert, zu dem er bis 1944 gehörte.

## Politik

### Gemeinderat
Der Rat der Gemeinde Großvargula besteht aus 8 Ratsfrauen und Ratsherren.
Seit der Kommunalwahl in Thüringen 2024 setzt er sich wie folgt zusammen:
- BSV 1920 Großvargula e. V.: 2 Sitze
- Feuerwehrverein Großvargula: 2 Sitze
- Kleintierzuchtverein: 2 Sitze
- Dorfverein Großvargula e. V.: 2 Sitze

### Bürgermeister
Der ehrenamtliche Bürgermeister Marko Wartmann wurde am 6. Juni 2010 gewählt.

### Wappen
Der Wappenschild zeigt ein achtspeichiges schwarzes Rad im silbernen Felde und ist mit einem offenen Helm gekrönt. Auf demselben befindet sich ein in Silber und Schwarz gewundener Wulst mit einem geteilten offenen Flug, oben silber, unten schwarz. Das Wappen vereinigt demnach in sich das Erfurter Rad, die Farbe des deutschen Ritterordens und den offenen Flug der Schenken von Vargula.

## Wirtschaft und Infrastruktur

### Wasser und Abwasser
Die Aufgabe der (Trink-)Wasserversorgung hat die Gemeinde Großvargula auf das Verbandswasserwerk Bad Langensalza übertragen. Die Abwasserbeseitigung übernimmt auf dem Gebiet der Gemeinde der Abwasserzweckverband Unstruttal Herbsleben.

## Kultur und Sehenswürdigkeiten
- Dorfkirche St. Jacobi von 1434

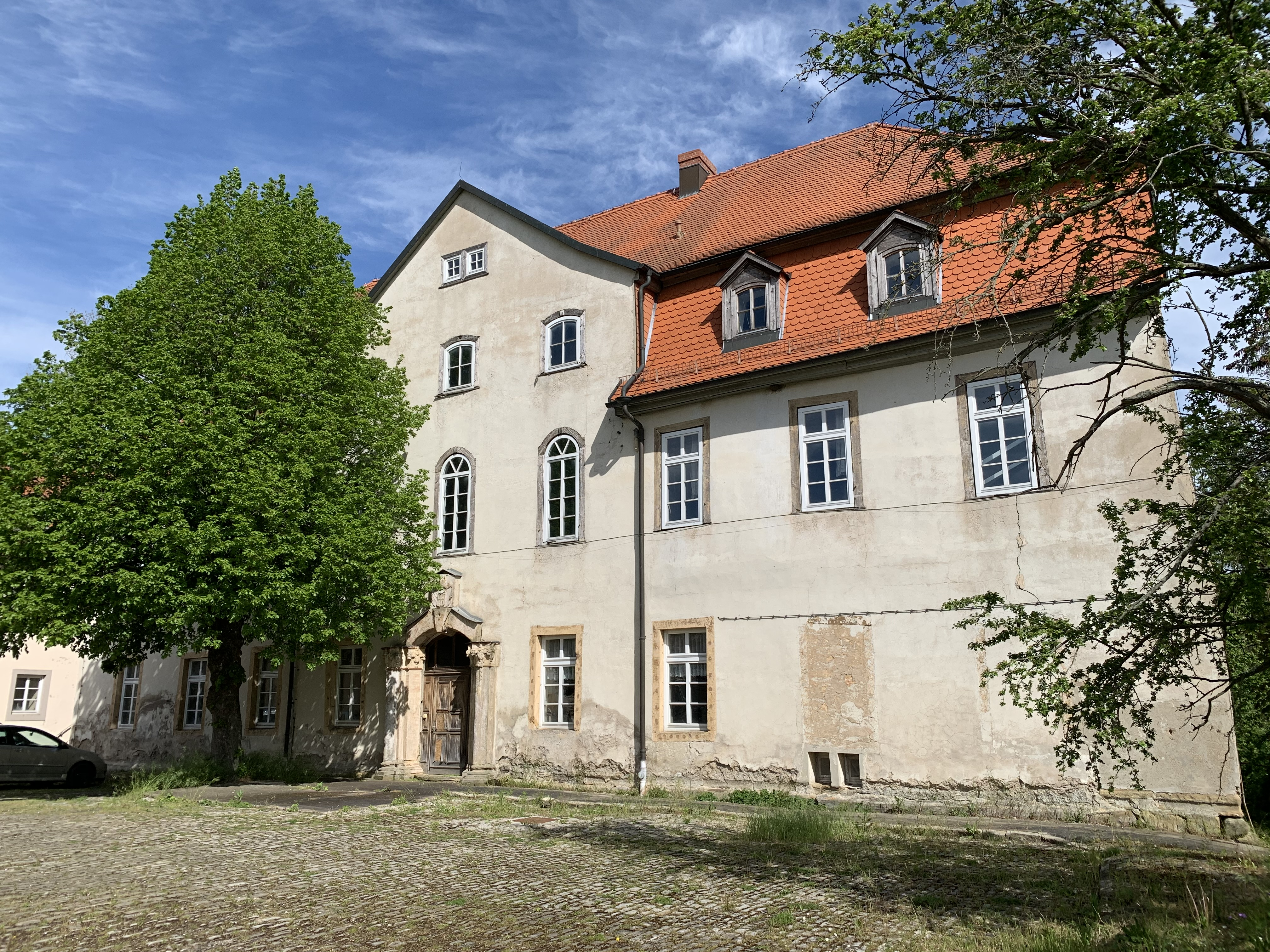
Schloss Großvargula

- Barockschloss auf den Resten einer Wasserburg. Der heutige Bau 1727 nach Plänen von Gottfried Heinrich Krohne errichtet.

## Söhne und Töchter der Gemeinde
- Albert Arnstadt (* 11. Mai 1862, † 29. Januar 1947 in Großvargula), deutscher Politiker (Deutschkonservative Partei, DNVP), MdR.
- Paul Dietrich (* 6. November 1889 in Großvargula, † 5. November 1937 in Lewaschowo/Wyborger Rajon), Politiker (KPD), wurde in der Sowjetunion hingerichtet.
- Ernst Gottfried Baldinger (* 13. Mai oder 18. Mai 1738 in Großvargula, † 2. Januar 1804 in Marburg) war ein deutscher Mediziner.
- Friedrich Wilhelm Ritschl (* 6. April 1806 in Großvargula, † 9. November 1876 in Leipzig) war ein deutscher Sprachwissenschaftler; er gilt als Begründer der Bonner Schule der klassischen Philologie.